# Micco, Florida
Micco är en ort (CDP) i Brevard County, i delstaten Florida, USA. Enligt United States Census Bureau har orten en folkmängd på 9 052 invånare (2010) och en landarea på 19,7 km².